# Metopia krombeini
Metopia krombeini är en tvåvingeart som beskrevs av Curtis W. Sabrosky 1953. Metopia krombeini ingår i släktet Metopia och familjen köttflugor. Inga underarter finns listade i Catalogue of Life.